# Српско-банатска регимента
Српско-банатска регимента, односно Илирско-банатска регимента била је погранична војно-управна област у Хабзбуршкој монархији, односно Аустријском царству и Аустроугарској монархији. Првобитно је у периоду од 1764. до 1776. године постојала као Илирска граничарска регимента, а затим поново од 1845. до 1873. године као Илирско-банатска, односно Српско-банатска регимента. Све до 1850. године била је у саставу Банатске војне крајине, а потом је ушла у састав проширене Банатско-српске војне крајине. Налазила се у јужном делу Тамишког Баната, са седиштем у Белој Цркви, а простирала се дуж реке Дунава. У називу регименте, илирска одредница је означавала Србе.

## Историја
Историја ове граничарске регименте дели се у два посебна периода, старији и новији. Први се односи на стару Илирску граничарску регименту која је постојала у 18. веку, а други на обновљену Илирско-банатску, односно Српско-банатску регименту, која је постојала у 19. веку.
Настала је реорганизацијом првобитних граничарских јединица, које су у областима Тамишког Баната постојале средином 18. века. У првобитном периоду, између 1751. и 1764. године, о заштити хабзбуршке државне границе на Дунаву старала се Банатска земаљска милиција, која је била претеча Банатске војне крајине. Преуређењем пограничног појаса, формирана је 1764. године Илирска граничарска регимента, чија је територија заокружена током наредних година. Постојала је све до 1776. године, када је спајањем Илирске регименте са Влашким батаљоном (основан 1769. године) формирана обједињена Влашко-илирска регимента.
Обнова регименте извршена је у првој половини 19. века. Прво је 1838. године у склопу обједињене Влашко-илирске регименте основан посебан Илирски батаљон са седиштем у Белој Цркви, који је 1845. године реорганизован у посебну Илирско-банатску регименту, са редним бројем XIV, док је остатак дотадашње Влашко-илирске регименте преименован у Влашко-банатску регименту. Нова Илирско-банатска регимента постала је већ од 1848. године позната и као Српско-банатска регимента, а постојала је све до развојачења Банатске војне крајине, које је спорведено током 1872. и 1873. године, након чега је њено подручје потпало под цивилну (жупанијску) власт.